# KOI-3010.01
KOI-3010.01 (также известная как KOI-3010 b) — экзопланета (тёплая суперземля) у звезды KOI-3010, расположенная на расстоянии около 1213,4 св. лет (372 пк) от Солнца.
Температура на этой экзопланете предположительно составляет около 19,6 ° С (292,75 К), её химический состав почти такой же, как у Земли. Она имеет значение 0,84 по шкале ESI. Учёные предполагают, что она пригодна для жизни, потому что на ней предположительно есть умеренный климат, как на Земле. Она имеет радиус около 1,35 радиуса Земли. Атмосферный состав пока неизвестен. Масса этой экзопланеты также остаётся спорной.

## Сравнение с Землей
| #   | Название    | ESI  | SPH  | HZD   | HZC   | HZA   | pClass            | hClass      | Расстояние (св. лет) | Статус           | Год открытия   |
| N/A | Земля       | 1.00 | 0.72 | -0.50 | -0.31 | -0.52 | теплая земля      | мезопланета | 0                    | не экзопланета   | доисторический |
| --- | ----------- | ---- | ---- | ----- | ----- | ----- | ----------------- | ----------- | -------------------- | ---------------- | -------------- |
| 1   | KOI-3010.01 | 0.84 | 0.78 | -0.88 | -0.16 | -0.06 | теплая суперземля | мезопланета | 1213.4               | кандидат Кеплера | 2011           |